# آرثر رودس (لاعب كرة قاعدة)
آرثر رودس (بالإنجليزية: Arthur Rhodes)‏ هو لاعب كرة قاعدة أمريكي، ولد في 24 أكتوبر 1969 في واكو في الولايات المتحدة.

## وصلات خارجية
- آرثر رودس على موقع دوري كرة القاعدة الرئيسي (الإنجليزية)
- آرثر رودس على موقعبيزبول رفرنس.كوم (الدوري الرئيسي) (الإنجليزية)
- آرثر رودس على موقعبيزبول رفرنس.كوم (الدوري الثانوي) (الإنجليزية)
- آرثر رودس على موقع إي إس بي إن.كوم (أم.أل.بي) (الإنجليزية)
- آرثر رودس على موقع مشجعي الرسوم البيانية (الإنجليزية)